# Amerikai Virgin-szigeteki labdarúgó-bajnokság (első osztály)
A U.S. Virgin Islands Championship az amerikai Virgin-szigeteki labdarúgó-bajnokságok legfelsőbb osztályának elnevezése. 1997-ben alapították és 4 csapat részvételével zajlik. A bajnok és a második helyezett a bajnokok Ligájában indulhat.

## A 2011–2012-es bajnokság résztvevői
- Skills FC (St.Croix)
- Helenites (St.Croix)
- New Vibes (St.Thomas)
- Positive Vibes (St.Thomas)

## Az eddigi bajnokok
- 1997/98: MI Roc Masters - Helenites
- 1998/99: ismeretlen
- 1999/00: UWS Upsetters SC 5-1 Helenites
- 2000/01: UWS Upsetters SC - Rovers United
- 2001/02: Haitian Stars SC 1-0 UWS Upsetters SC
- 2002/03: Waitikubuli United SC
- 2003/04: nem volt bajnokság
- 2004/05: Positive Vibes 2-0 Helenites
- 2005/06: New Vibes 4-2 Positive Vibes
- 2006/07: Helenites 1-0 Positive Vibes
- 2007/08: Positive Vibes - New Vibes
- 2008/09: New Vibes 1-0 Positive Vibes
- 2009/10: nem volt bajnokság
- 2010/11: nem volt bajnokság
- 2011/12: Helenites 3-3 (5-4 büntetőkkel) New Vibes

## Külső hivatkozások
- fedefutbol.net